# Tovåssjön
Tovåssjön är en sjö i Hudiksvalls kommun i Hälsingland och ingår i Delångersåns huvudavrinningsområde. Sjön är 22,7 meter djup, har en yta på 0,286 kvadratkilometer och befinner sig 300,2 meter över havet.

## Delavrinningsområde
Tovåssjön ingår i det delavrinningsområde (686670-152794) som SMHI kallar för Utloppet av Tovåssjön. Medelhöjden är 350 meter över havet och ytan är 1,88 kvadratkilometer. Det finns inga avrinningsområden uppströms utan avrinningsområdet är högsta punkten. Vattendraget som avvattnar avrinningsområdet har biflödesordning 4, vilket innebär att vattnet flödar genom totalt 4 vattendrag innan det når havet efter 73 kilometer. Avrinningsområdet består mestadels av skog (77 procent). Avrinningsområdet har 0,28 kvadratkilometer vattenytor vilket ger det en sjöprocent på 15,1 procent.